# Marcipa amaba
Marcipa amaba là một loài bướm đêm trong họ Erebidae.